# Black Tie White Noise
Black Tie White Noise je osmnácté studiové album britského zpěváka Davida Bowieho. Jeho nahrávání probíhalo v různých studiích v roce 1992 a vyšlo v dubnu následujícího roku u vydavatelství Savage Records. Jeho producenty byli Nile Rodgers a David Bowie. Jde o jeho první sólové album od roku 1987, kdy vydal Never Let Me Down. Mezitím však nahrál dvě studiová alba jako člen skupiny Tin Machine.

## Seznam skladeb
| Pořadí         | Název                            | Autor                  | Délka |
| -------------- | -------------------------------- | ---------------------- | ----- |
| 1.             | The Wedding                      | David Bowie            | 5:04  |
| 2.             | You've Been Around               | Bowie, Reeves Gabrels  | 4:52  |
| 3.             | I Feel Free                      | Jack Bruce, Pete Brown | 4:52  |
| 4.             | Black Tie White Noise            | Bowie                  | 4:52  |
| 5.             | Jump They Say                    | Bowie                  | 4:22  |
| 6.             | Nite Flights                     | Noel Scott Engel       | 4:30  |
| 7.             | Pallas Athena                    | Bowie                  | 4:40  |
| 8.             | Miracle Goodnight                | Bowie                  | 4:14  |
| 9.             | Don't Let Me Down & Down         | Tarha, Martine Valmont | 4:55  |
| 10.            | Looking for Lester               | Bowie, Nile Rodgers    | 5:36  |
| 11.            | I Know It's Gonna Happen Someday | Morrissey, Mark Nevin  | 4:14  |
| 12.            | "The Wedding Song                | Bowie                  | 4:29  |
| Celková délka: | Celková délka:                   | Celková délka:         | 68:16 |

## Obsazení
- David Bowie – zpěv, kytara, saxofon, doprovodný zpěv
- Nile Rodgers – kytara, doprovodný zpěv
- Pugi Bell – bicí
- Sterling Campbell – bicí
- Barry Campbell – baskytara
- Richard Hilton – klávesy
- John Regan – baskytara
- Michael Reisman – harfa, tubular bells
- Dave Richards – klávesy
- Philippe Saisse – klávesy
- Richard Tee – klávesy
- Gerardo Velez – perkuse
- Fonzi Thornton – doprovodný zpěv
- Tawatha Agee – doprovodný zpěv
- Curtis King, Jr. – doprovodný zpěv
- Dennis Collins – doprovodný zpěv
- Brenda White-King – doprovodný zpěv
- Fonzi Thornton – doprovodný zpěv
- Tawatha Agee – doprovodný zpěv
- Curtis King, Jr. – doprovodný zpěv
- Brenda White-King – doprovodný zpěv
- Maryl Epps – doprovodný zpěv
- Frank Simms – doprovodný zpěv
- George Simms – doprovodný zpěv
- David Spinner – doprovodný zpěv
- Lamya Al-Mughiery – doprovodný zpěv
- Connie Petruk – doprovodný zpěv
- Al B. Sure! – zpěv
- Mick Ronson – kytara
- Lester Bowie – trubka
- Wild T. Springer – kytara